# 邁姆冰川
77°37′S 161°46′E / 77.617°S 161.767°E
邁姆冰川（英語：Mime Glacier），是南極洲的冰川，位於維多利亞地，流經阿斯加德山脈，由新西蘭南極名稱諮詢委員會命名，現時由南極條約體系管理。